# 1404
Portal Geschichte | Portal Biografien | Aktuelle Ereignisse | Jahreskalender | Tagesartikel

◄ |
14. Jahrhundert |
15. Jahrhundert
| 16. Jahrhundert | ►

◄ |
1370er |
1380er |
1390er |
1400er
| 1410er | 1420er | 1430er | ►

◄◄ |
◄ |
1400 |
1401 |
1402 |
1403 |
1404
| 1405 | 1406 | 1407 | 1408 | ► | ►►
Staatsoberhäupter  · Nekrolog   · Musikjahr
| Januar | Januar | Januar | Januar | Januar | Januar | Januar | Januar |
| Kw     | Mo     | Di     | Mi     | Do     | Fr     | Sa     | So     |
| ------ | ------ | ------ | ------ | ------ | ------ | ------ | ------ |
| 1      |        | 1      | 2      | 3      | 4      | 5      | 6      |
| 2      | 7      | 8      | 9      | 10     | 11     | 12     | 13     |
| 3      | 14     | 15     | 16     | 17     | 18     | 19     | 20     |
| 4      | 21     | 22     | 23     | 24     | 25     | 26     | 27     |
| 5      | 28     | 29     | 30     | 31     |        |        |        |

| Februar | Februar | Februar | Februar | Februar | Februar | Februar | Februar |
| Kw      | Mo      | Di      | Mi      | Do      | Fr      | Sa      | So      |
| ------- | ------- | ------- | ------- | ------- | ------- | ------- | ------- |
| 5       |         |         |         |         | 1       | 2       | 3       |
| 6       | 4       | 5       | 6       | 7       | 8       | 9       | 10      |
| 7       | 11      | 12      | 13      | 14      | 15      | 16      | 17      |
| 8       | 18      | 19      | 20      | 21      | 22      | 23      | 24      |
| 9       | 25      | 26      | 27      | 28      | 29      |         |         |

| März | März | März | März | März | März | März | März |
| Kw   | Mo   | Di   | Mi   | Do   | Fr   | Sa   | So   |
| ---- | ---- | ---- | ---- | ---- | ---- | ---- | ---- |
| 9    |      |      |      |      |      | 1    | 2    |
| 10   | 3    | 4    | 5    | 6    | 7    | 8    | 9    |
| 11   | 10   | 11   | 12   | 13   | 14   | 15   | 16   |
| 12   | 17   | 18   | 19   | 20   | 21   | 22   | 23   |
| 13   | 24   | 25   | 26   | 27   | 28   | 29   | 30   |
| 14   | 31   |      |      |      |      |      |      |

| April | April | April | April | April | April | April | April |
| Kw    | Mo    | Di    | Mi    | Do    | Fr    | Sa    | So    |
| ----- | ----- | ----- | ----- | ----- | ----- | ----- | ----- |
| 14    |       | 1     | 2     | 3     | 4     | 5     | 6     |
| 15    | 7     | 8     | 9     | 10    | 11    | 12    | 13    |
| 16    | 14    | 15    | 16    | 17    | 18    | 19    | 20    |
| 17    | 21    | 22    | 23    | 24    | 25    | 26    | 27    |
| 18    | 28    | 29    | 30    |       |       |       |       |

| Mai | Mai | Mai | Mai | Mai | Mai | Mai | Mai |
| Kw  | Mo  | Di  | Mi  | Do  | Fr  | Sa  | So  |
| --- | --- | --- | --- | --- | --- | --- | --- |
| 18  |     |     |     | 1   | 2   | 3   | 4   |
| 19  | 5   | 6   | 7   | 8   | 9   | 10  | 11  |
| 20  | 12  | 13  | 14  | 15  | 16  | 17  | 18  |
| 21  | 19  | 20  | 21  | 22  | 23  | 24  | 25  |
| 22  | 26  | 27  | 28  | 29  | 30  | 31  |     |

| Juni | Juni | Juni | Juni | Juni | Juni | Juni | Juni |
| Kw   | Mo   | Di   | Mi   | Do   | Fr   | Sa   | So   |
| ---- | ---- | ---- | ---- | ---- | ---- | ---- | ---- |
| 22   |      |      |      |      |      |      | 1    |
| 23   | 2    | 3    | 4    | 5    | 6    | 7    | 8    |
| 24   | 9    | 10   | 11   | 12   | 13   | 14   | 15   |
| 25   | 16   | 17   | 18   | 19   | 20   | 21   | 22   |
| 26   | 23   | 24   | 25   | 26   | 27   | 28   | 29   |
| 27   | 30   |      |      |      |      |      |      |

| Juli | Juli | Juli | Juli | Juli | Juli | Juli | Juli |
| Kw   | Mo   | Di   | Mi   | Do   | Fr   | Sa   | So   |
| ---- | ---- | ---- | ---- | ---- | ---- | ---- | ---- |
| 27   |      | 1    | 2    | 3    | 4    | 5    | 6    |
| 28   | 7    | 8    | 9    | 10   | 11   | 12   | 13   |
| 29   | 14   | 15   | 16   | 17   | 18   | 19   | 20   |
| 30   | 21   | 22   | 23   | 24   | 25   | 26   | 27   |
| 31   | 28   | 29   | 30   | 31   |      |      |      |

| August | August | August | August | August | August | August | August |
| Kw     | Mo     | Di     | Mi     | Do     | Fr     | Sa     | So     |
| ------ | ------ | ------ | ------ | ------ | ------ | ------ | ------ |
| 31     |        |        |        |        | 1      | 2      | 3      |
| 32     | 4      | 5      | 6      | 7      | 8      | 9      | 10     |
| 33     | 11     | 12     | 13     | 14     | 15     | 16     | 17     |
| 34     | 18     | 19     | 20     | 21     | 22     | 23     | 24     |
| 35     | 25     | 26     | 27     | 28     | 29     | 30     | 31     |

| September | September | September | September | September | September | September | September |
| Kw        | Mo        | Di        | Mi        | Do        | Fr        | Sa        | So        |
| --------- | --------- | --------- | --------- | --------- | --------- | --------- | --------- |
| 36        | 1         | 2         | 3         | 4         | 5         | 6         | 7         |
| 37        | 8         | 9         | 10        | 11        | 12        | 13        | 14        |
| 38        | 15        | 16        | 17        | 18        | 19        | 20        | 21        |
| 39        | 22        | 23        | 24        | 25        | 26        | 27        | 28        |
| 40        | 29        | 30        |           |           |           |           |           |

| Oktober | Oktober | Oktober | Oktober | Oktober | Oktober | Oktober | Oktober |
| Kw      | Mo      | Di      | Mi      | Do      | Fr      | Sa      | So      |
| ------- | ------- | ------- | ------- | ------- | ------- | ------- | ------- |
| 40      |         |         | 1       | 2       | 3       | 4       | 5       |
| 41      | 6       | 7       | 8       | 9       | 10      | 11      | 12      |
| 42      | 13      | 14      | 15      | 16      | 17      | 18      | 19      |
| 43      | 20      | 21      | 22      | 23      | 24      | 25      | 26      |
| 44      | 27      | 28      | 29      | 30      | 31      |         |         |

| November | November | November | November | November | November | November | November |
| Kw       | Mo       | Di       | Mi       | Do       | Fr       | Sa       | So       |
| -------- | -------- | -------- | -------- | -------- | -------- | -------- | -------- |
| 44       |          |          |          |          |          | 1        | 2        |
| 45       | 3        | 4        | 5        | 6        | 7        | 8        | 9        |
| 46       | 10       | 11       | 12       | 13       | 14       | 15       | 16       |
| 47       | 17       | 18       | 19       | 20       | 21       | 22       | 23       |
| 48       | 24       | 25       | 26       | 27       | 28       | 29       | 30       |

| Dezember | Dezember | Dezember | Dezember | Dezember | Dezember | Dezember | Dezember |
| Kw       | Mo       | Di       | Mi       | Do       | Fr       | Sa       | So       |
| -------- | -------- | -------- | -------- | -------- | -------- | -------- | -------- |
| 49       | 1        | 2        | 3        | 4        | 5        | 6        | 7        |
| 50       | 8        | 9        | 10       | 11       | 12       | 13       | 14       |
| 51       | 15       | 16       | 17       | 18       | 19       | 20       | 21       |
| 52       | 22       | 23       | 24       | 25       | 26       | 27       | 28       |
| 1        | 29       | 30       | 31       |          |          |          |          |

| Januar | Januar | Januar | Januar | Januar | Januar | Januar | Januar |
| Kw     | Mo     | Di     | Mi     | Do     | Fr     | Sa     | So     |
| ------ | ------ | ------ | ------ | ------ | ------ | ------ | ------ |
| 1      |        | 1      | 2      | 3      | 4      | 5      | 6      |
| 2      | 7      | 8      | 9      | 10     | 11     | 12     | 13     |
| 3      | 14     | 15     | 16     | 17     | 18     | 19     | 20     |
| 4      | 21     | 22     | 23     | 24     | 25     | 26     | 27     |
| 5      | 28     | 29     | 30     | 31     |        |        |        |

| Februar | Februar | Februar | Februar | Februar | Februar | Februar | Februar |
| Kw      | Mo      | Di      | Mi      | Do      | Fr      | Sa      | So      |
| ------- | ------- | ------- | ------- | ------- | ------- | ------- | ------- |
| 5       |         |         |         |         | 1       | 2       | 3       |
| 6       | 4       | 5       | 6       | 7       | 8       | 9       | 10      |
| 7       | 11      | 12      | 13      | 14      | 15      | 16      | 17      |
| 8       | 18      | 19      | 20      | 21      | 22      | 23      | 24      |
| 9       | 25      | 26      | 27      | 28      | 29      |         |         |

| März | März | März | März | März | März | März | März |
| Kw   | Mo   | Di   | Mi   | Do   | Fr   | Sa   | So   |
| ---- | ---- | ---- | ---- | ---- | ---- | ---- | ---- |
| 9    |      |      |      |      |      | 1    | 2    |
| 10   | 3    | 4    | 5    | 6    | 7    | 8    | 9    |
| 11   | 10   | 11   | 12   | 13   | 14   | 15   | 16   |
| 12   | 17   | 18   | 19   | 20   | 21   | 22   | 23   |
| 13   | 24   | 25   | 26   | 27   | 28   | 29   | 30   |
| 14   | 31   |      |      |      |      |      |      |

| April | April | April | April | April | April | April | April |
| Kw    | Mo    | Di    | Mi    | Do    | Fr    | Sa    | So    |
| ----- | ----- | ----- | ----- | ----- | ----- | ----- | ----- |
| 14    |       | 1     | 2     | 3     | 4     | 5     | 6     |
| 15    | 7     | 8     | 9     | 10    | 11    | 12    | 13    |
| 16    | 14    | 15    | 16    | 17    | 18    | 19    | 20    |
| 17    | 21    | 22    | 23    | 24    | 25    | 26    | 27    |
| 18    | 28    | 29    | 30    |       |       |       |       |

| Mai | Mai | Mai | Mai | Mai | Mai | Mai | Mai |
| Kw  | Mo  | Di  | Mi  | Do  | Fr  | Sa  | So  |
| --- | --- | --- | --- | --- | --- | --- | --- |
| 18  |     |     |     | 1   | 2   | 3   | 4   |
| 19  | 5   | 6   | 7   | 8   | 9   | 10  | 11  |
| 20  | 12  | 13  | 14  | 15  | 16  | 17  | 18  |
| 21  | 19  | 20  | 21  | 22  | 23  | 24  | 25  |
| 22  | 26  | 27  | 28  | 29  | 30  | 31  |     |

| Juni | Juni | Juni | Juni | Juni | Juni | Juni | Juni |
| Kw   | Mo   | Di   | Mi   | Do   | Fr   | Sa   | So   |
| ---- | ---- | ---- | ---- | ---- | ---- | ---- | ---- |
| 22   |      |      |      |      |      |      | 1    |
| 23   | 2    | 3    | 4    | 5    | 6    | 7    | 8    |
| 24   | 9    | 10   | 11   | 12   | 13   | 14   | 15   |
| 25   | 16   | 17   | 18   | 19   | 20   | 21   | 22   |
| 26   | 23   | 24   | 25   | 26   | 27   | 28   | 29   |
| 27   | 30   |      |      |      |      |      |      |

| Juli | Juli | Juli | Juli | Juli | Juli | Juli | Juli |
| Kw   | Mo   | Di   | Mi   | Do   | Fr   | Sa   | So   |
| ---- | ---- | ---- | ---- | ---- | ---- | ---- | ---- |
| 27   |      | 1    | 2    | 3    | 4    | 5    | 6    |
| 28   | 7    | 8    | 9    | 10   | 11   | 12   | 13   |
| 29   | 14   | 15   | 16   | 17   | 18   | 19   | 20   |
| 30   | 21   | 22   | 23   | 24   | 25   | 26   | 27   |
| 31   | 28   | 29   | 30   | 31   |      |      |      |

| August | August | August | August | August | August | August | August |
| Kw     | Mo     | Di     | Mi     | Do     | Fr     | Sa     | So     |
| ------ | ------ | ------ | ------ | ------ | ------ | ------ | ------ |
| 31     |        |        |        |        | 1      | 2      | 3      |
| 32     | 4      | 5      | 6      | 7      | 8      | 9      | 10     |
| 33     | 11     | 12     | 13     | 14     | 15     | 16     | 17     |
| 34     | 18     | 19     | 20     | 21     | 22     | 23     | 24     |
| 35     | 25     | 26     | 27     | 28     | 29     | 30     | 31     |

| September | September | September | September | September | September | September | September |
| Kw        | Mo        | Di        | Mi        | Do        | Fr        | Sa        | So        |
| --------- | --------- | --------- | --------- | --------- | --------- | --------- | --------- |
| 36        | 1         | 2         | 3         | 4         | 5         | 6         | 7         |
| 37        | 8         | 9         | 10        | 11        | 12        | 13        | 14        |
| 38        | 15        | 16        | 17        | 18        | 19        | 20        | 21        |
| 39        | 22        | 23        | 24        | 25        | 26        | 27        | 28        |
| 40        | 29        | 30        |           |           |           |           |           |

| Oktober | Oktober | Oktober | Oktober | Oktober | Oktober | Oktober | Oktober |
| Kw      | Mo      | Di      | Mi      | Do      | Fr      | Sa      | So      |
| ------- | ------- | ------- | ------- | ------- | ------- | ------- | ------- |
| 40      |         |         | 1       | 2       | 3       | 4       | 5       |
| 41      | 6       | 7       | 8       | 9       | 10      | 11      | 12      |
| 42      | 13      | 14      | 15      | 16      | 17      | 18      | 19      |
| 43      | 20      | 21      | 22      | 23      | 24      | 25      | 26      |
| 44      | 27      | 28      | 29      | 30      | 31      |         |         |

| November | November | November | November | November | November | November | November |
| Kw       | Mo       | Di       | Mi       | Do       | Fr       | Sa       | So       |
| -------- | -------- | -------- | -------- | -------- | -------- | -------- | -------- |
| 44       |          |          |          |          |          | 1        | 2        |
| 45       | 3        | 4        | 5        | 6        | 7        | 8        | 9        |
| 46       | 10       | 11       | 12       | 13       | 14       | 15       | 16       |
| 47       | 17       | 18       | 19       | 20       | 21       | 22       | 23       |
| 48       | 24       | 25       | 26       | 27       | 28       | 29       | 30       |

| Dezember | Dezember | Dezember | Dezember | Dezember | Dezember | Dezember | Dezember |
| Kw       | Mo       | Di       | Mi       | Do       | Fr       | Sa       | So       |
| -------- | -------- | -------- | -------- | -------- | -------- | -------- | -------- |
| 49       | 1        | 2        | 3        | 4        | 5        | 6        | 7        |
| 50       | 8        | 9        | 10       | 11       | 12       | 13       | 14       |
| 51       | 15       | 16       | 17       | 18       | 19       | 20       | 21       |
| 52       | 22       | 23       | 24       | 25       | 26       | 27       | 28       |
| 1        | 29       | 30       | 31       |          |          |          |          |

## Ereignisse

### Politik und Weltgeschehen

#### Heiliges Römisches Reich

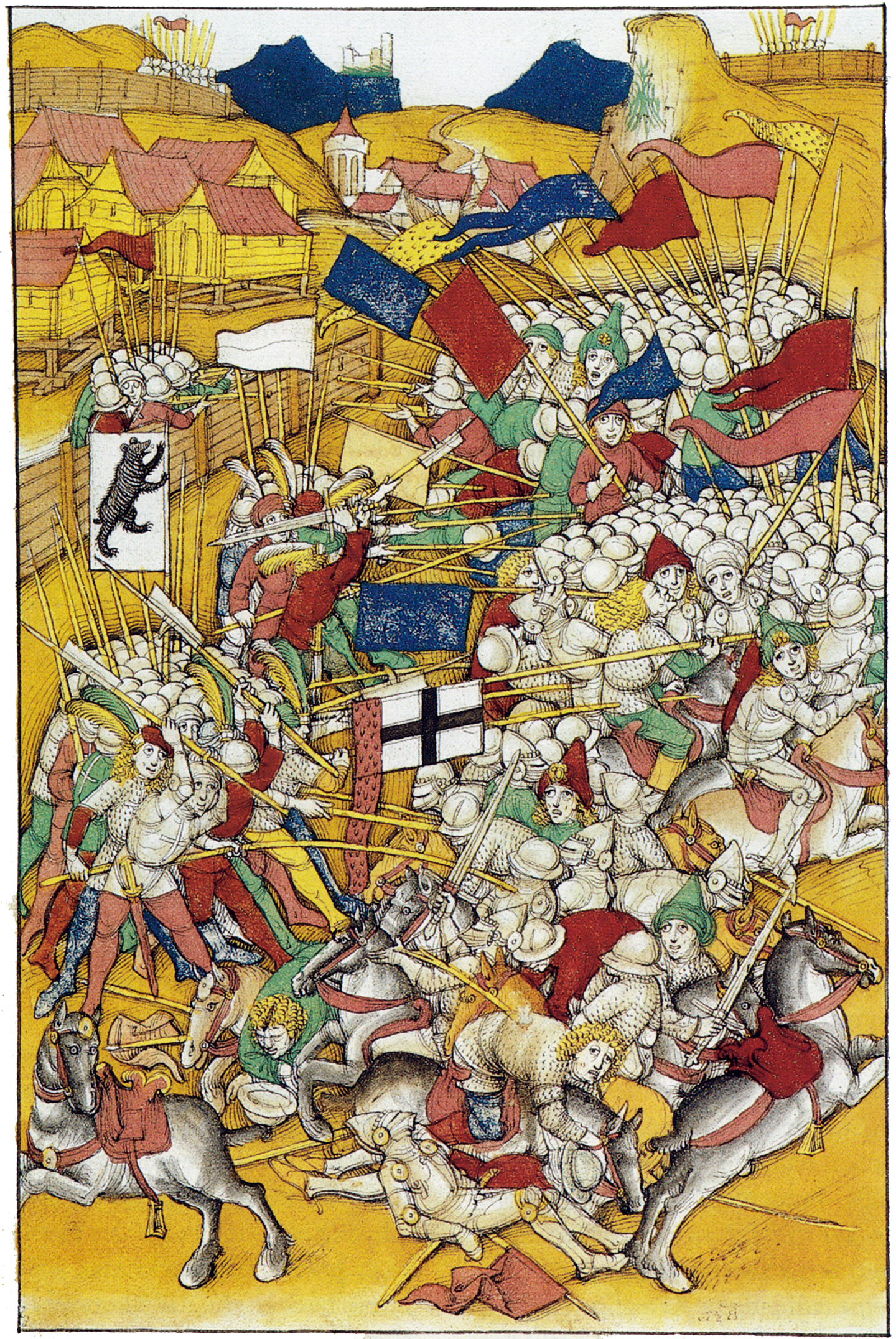
Darstellung der Schlacht bei Vögelinsegg in der Spiezer Chronik 1465

- April: Nach der Niederlage in der Schlacht bei Vögelinsegg schließen die Bodenseestädte mit den Appenzellern Frieden. Herzog Friedrich IV. von Habsburg bietet daraufhin Fürstabt Kuno von Stoffeln von St. Gallen, dessen Allianz im Appenzellerkrieg mit dem Friedensschluss auseinandergebrochen ist, seine Unterstützung an.
- Anfang Juli: König Sigismund von Ungarn fällt mit den beiden österreichischen Herzögen Albrecht und Ernst in Mähren ein, aber infolge der im Heer ausgebrochenen Ruhrepidemie, zu deren Opfern auch Albrecht zählt, wird der Feldzug gegen Prokop von Mähren im August/September vorzeitig beendet.
- 4. August: In der Schlacht an der Hamme unterliegt ein holsteinisches Ritterheer unter Gerhard VI. den freien Dithmarscher Bauern.
- August/September: Nachfolger des im Feldlager vermutlich an der Ruhr verstorbenen Habsburgers Albrecht IV. von Österreich wird sein siebenjähriger Sohn Albrecht V., vorläufig unter der Regentschaft seines Großonkels Wilhelm.

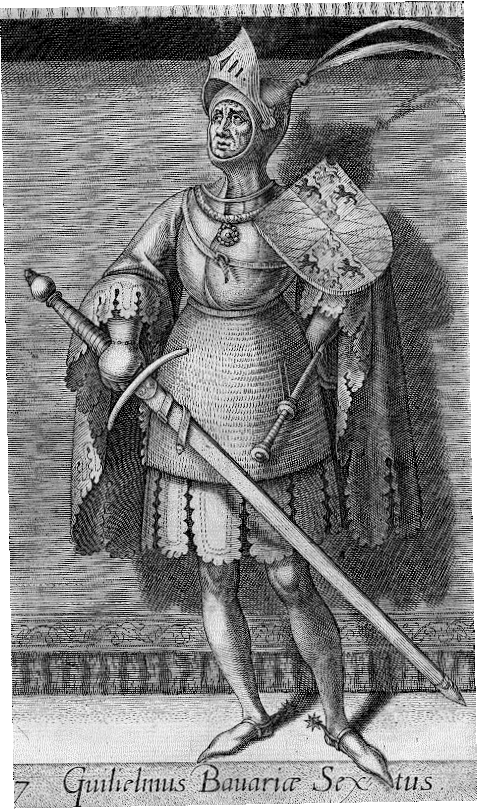
Herzog Wilhelm II. von Straubing-Holland

- 16. Dezember: Der Wittelsbacher Herzog Albrecht I. von Bayern-Straubing, gleichzeitig  Graf von Holland, Zeeland und Hennegau sowie Herr von Friesland, stirbt nach 43-jähriger Regierungszeit. Er hat das erst 1353 neu gebildete Herzogtum wirtschaftlich und innenpolitisch gefestigt und durch seine Heiratspolitik zu europäischer Größe gebracht. Sein ältester Sohn Wilhelm II. wird sein Nachfolger.
- Der Mainzer Erzbischof und Kurfürst Johann von Nassau-Wiesbaden-Idstein, bislang überzeugter Parteigänger des römisch-deutschen Königs Ruprecht von der Pfalz, gerät aufgrund territorialer Konflikte zwischen der Kurpfalz und Kurmainz zu dessen erbittertem Gegner.

#### Weitere Ereignisse in Europa

Das Wappen Johanns Ohnefurcht

- 27. April: Nach dem Tod Philipps des Kühnen wird sein Sohn Johann Ohnefurcht Herzog von Burgund. Wie bereits sein Vater wirkt er mit bei der Ausübung der Regentschaft für den geistesgestörten französischen König Karl VI. Hierbei gerät er schnell in Gegensatz zu seinem Vetter Herzog Louis de Valois, duc d’Orléans, dem jüngeren Bruder des Königs, und dessen Parteigängern.
- Owain Glyndŵr, der letzte walisische Fürst von Wales, der seit 1400 eine Rebellion gegen das Königreich England anführt, beherrscht nahezu ganz Wales.
- Der Deutsche Orden erobert Samaiten: Damit erreicht der Ordensstaat seine größte Ausdehnung.

#### Spanisches Kolonialreich

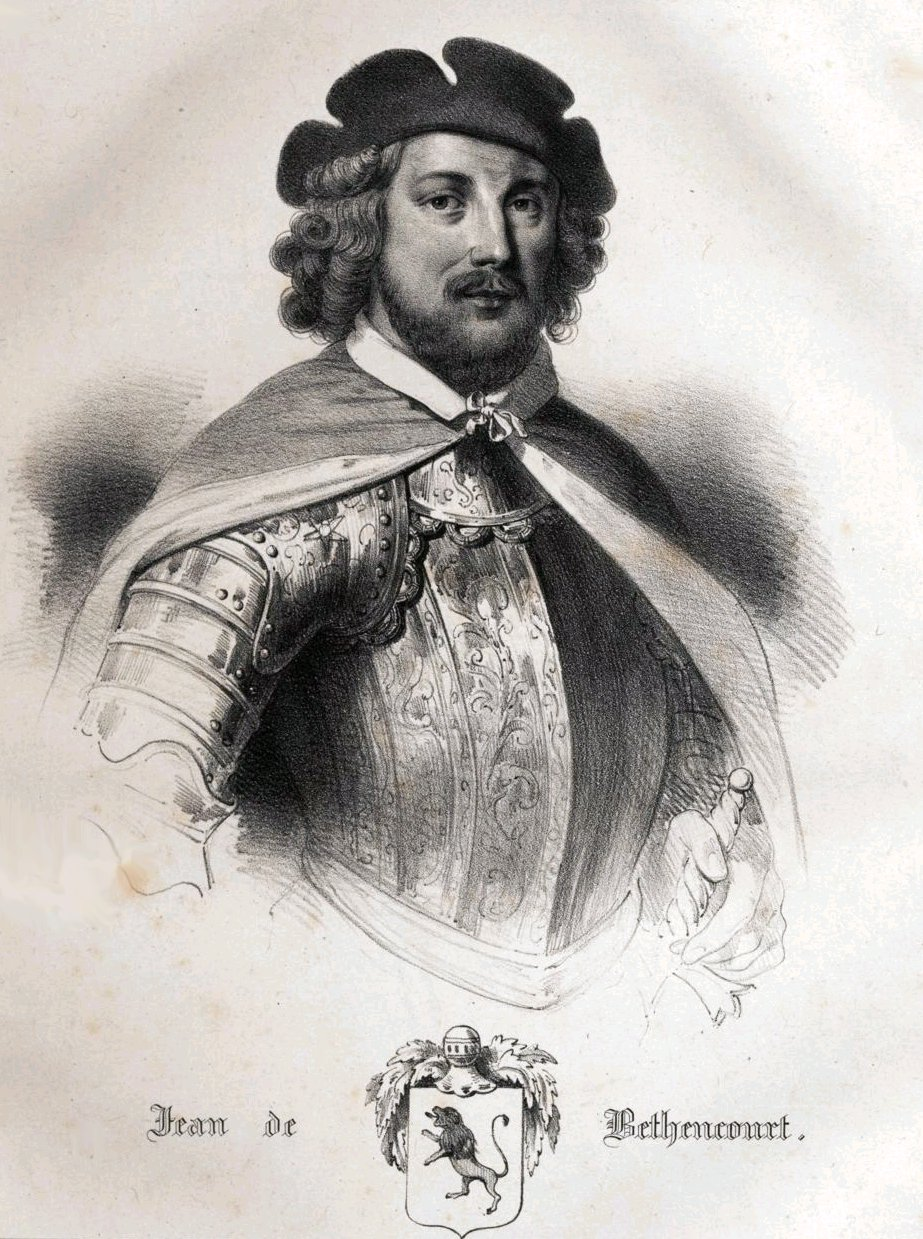
Jean de Béthencourt

- Die Kanarische Insel Fuerteventura wird von Jean de Béthencourt in kastilischem Auftrag von Lanzarote aus erobert.

#### Urkundliche Ersterwähnungen
- Denklingen und Lajoux werden erstmals urkundlich erwähnt.

### Wissenschaft und Technik
- Die Universität Turin wird gegründet.

### Kultur
- In Bremen wird auf dem Marktplatz der steinerne Roland errichtet.

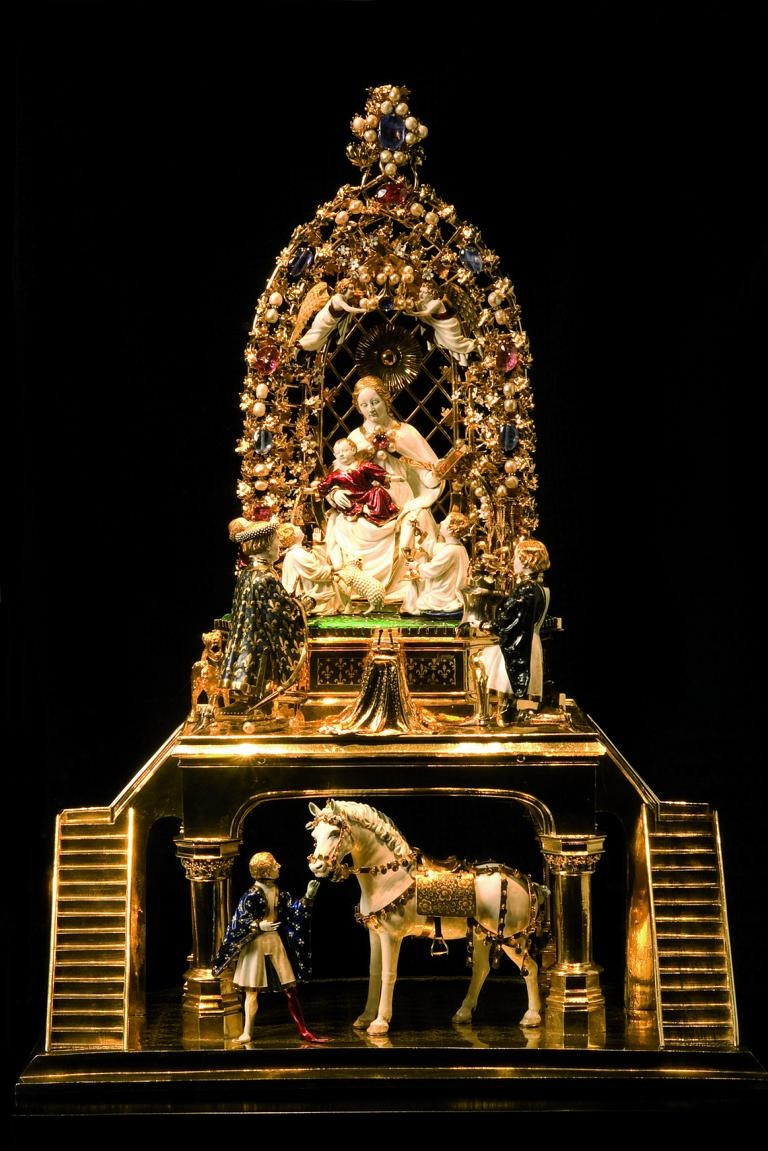
Das Goldene Rössl

- Das Goldene Rössl, ein 62 cm hohes Altärchen mit einem Aufbau aus vergoldetem Silber und goldenen Figuren, die mit Email überzogen sind, wird im Auftrag der französischen Königin Isabeau de Baviére, einer Wittelsbacherin, als Neujahrsgeschenk für ihren Gemahl König Karl VI. angefertigt. Schon kurz nach seiner Entstehung gelangt es als Pfand für eine fällige Jahrespension in den Besitz des Bruders von Isabeau, Herzog Ludwig des Gebarteten von Bayern-Ingolstadt.
- Die Thüringer Rostbratwurst wird erstmals urkundlich erwähnt.

### Religion

#### Christentum
- 17. Oktober: Cosma dei Migliorati wird nach einwöchigem Konklave als Nachfolger des am 1. Oktober verstorbenen Bonifatius IX. unter dem Namen Innozenz VII. zum Papst gewählt. Er ist während seines Pontifikats mit dem Abendländischen Schisma und dem Gegenpapst Benedikt XIII. konfrontiert. Als in Rom kurz darauf Revolten ausbrechen, ruft der römische Adel Ladislaus von Neapel zu Hilfe, der am 19. Oktober in der Stadt einmarschiert.
- Markgraf Wilhelm I. von Meißen gründet in Altendresden ein Augustinerklöster. Im Gegensatz zum Franziskanerkloster Dresden ist dieses wohlhabend. Wilhelm stattet es mit Besitzungen aus, darunter das Dorf Weißig.

#### Islam

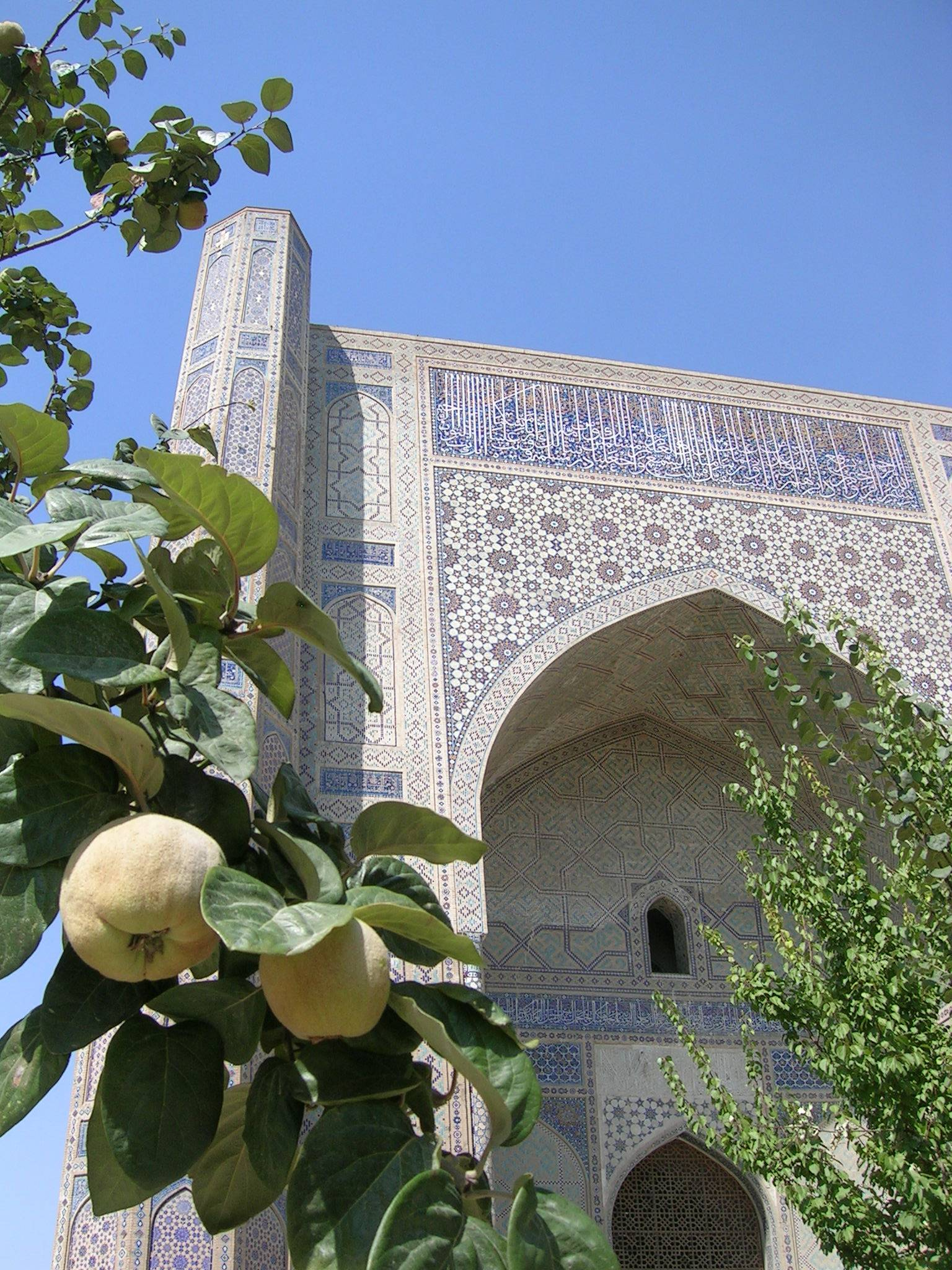
Tor der Moschee

- In Samarkand, der Hauptstadt des Mongolenherrschers Timur, wird die Bibi-Chanum-Moschee fertiggestellt. Sie gilt als eine der größten und schönsten des Mittelalters.

### Katastrophen
- 19. November: Bei einer schweren Sturmflut, der sogenannten Ersten Elisabethenflut an der Nordsee, werden rund 3.000 Hektar Land weggespült. Besonders betroffen sind die Regionen Flandern, Zeeland und Holland. Die Städte IJzendijke und Hugevliet versinken in den Fluten. Tausende sterben.

## Geboren

### Geburtsdatum gesichert
- 26. Januar: Gottfried IV. Schenk von Limpurg, Fürstbischof von Würzburg († 1455)
- 09. Februar: Konstantinos XI. Palaiologos, letzter byzantinischer Kaiser († 1453)
- 14. Februar: Leon Battista Alberti, italienischer Baumeister und Humanist († 1472)
- 25. Juli: Philipp, Herzog von Brabant und Limburg († 1430)

### Genaues Geburtsdatum unbekannt
- Juni: Murad II., Sultan des Osmanischen Reiches († 1451)
- Ubaidullah Ahrar, Scheich des Naqschbandi-Ordens († 1490)
- John Beaufort, Oberbefehlshaber der englischen Streitkräfte in Frankreich († 1444)
- Johann III. von Eych, Bischof und Fürstbischof von Eichstätt, kirchlicher und humanistischer Reformer († 1464)
- Hynek Ptáček z Pirkštejna, böhmischer Adliger und Vertreter der Hussiten († 1444)

### Geboren um 1404
- Chimalpopoca, aztekischer Herrscher von Tenochtitlán († 1427)
- Gilbert Debenham, englischer Ritter († 1481)
- William Lucy, englischer Ritter († 1460)

## Gestorben

### Todesdatum gesichert
- 24. Februar: Peter I., Abt des Zisterzienserklosters in Ebrach
- 09. März: Burkhard von Ellerbach, Bischof von Augsburg
- 27. April: Philipp II., Herzog von Burgund (* 1342)
- 04. August: Gerhard VI., Graf von Holstein-Rendsburg (* um 1367)
- 24. August: Maddalena Visconti, Herzogin von Bayern-Landshut (* um 1366)
- 27. September: William von Wykeham, englischer Politiker und Bischof von Winchester (* 1324)
- 28. September: Johann II., Graf von Auvergne und Boulogne
- 01. Oktober Bonifatius IX., Papst (* 1350)
- 12. November: Marie von Châtillon-Blois, Herzogin von Anjou (* 1343 oder 1345)
- 16. Dezember: Albrecht I., Herzog von Bayern und Graf von Holland (* 1336)

### Genaues Todesdatum unbekannt
- 25. August oder 14. September: Albrecht IV., Herzog von Österreich (* 1377)

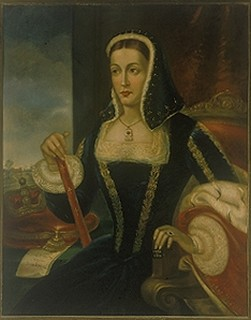
Eleonora di Arborea

- Eleonora di Arborea, Herrscherin im Judikat Arborea auf Sardinien (* um 1350)
- Eustache Deschamps, französischer Dichter (* um 1345)

### Gestorben um 1404
- Rutger von Brüggenei, Bischof von Kurland und Priester des Deutschen Ordens (* 14. Jh.)